# Décès en 1284
Décès
- 1280
- 1281
- 1282
- 1283
- 1284
- 1285
- 1286
- 1287
- 1288

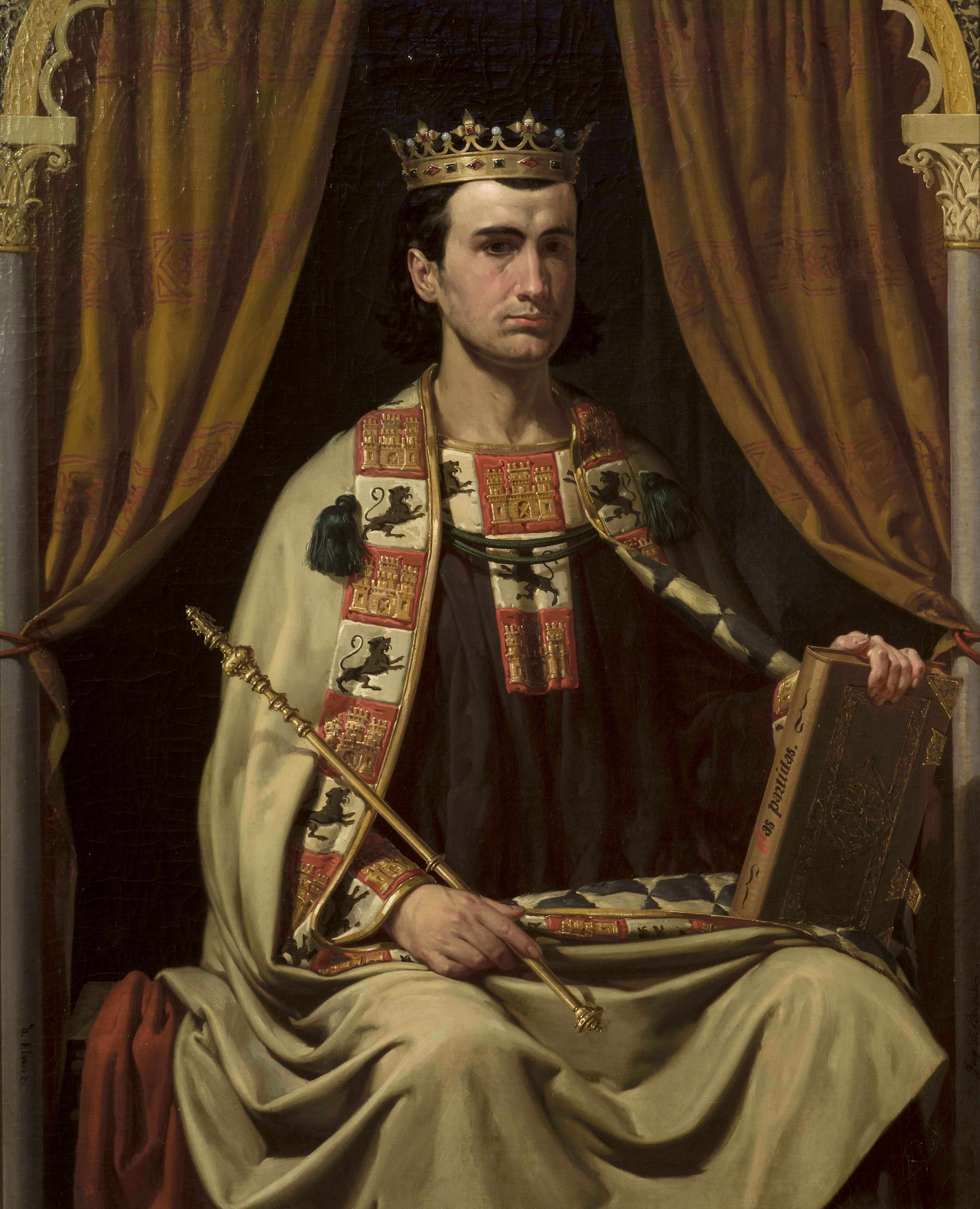
Alphonse X de Castille, mort en 1284.

Cette page dresse une liste de personnalités mortes au cours de l'année 1284 :
- 28 janvier : Alexandre d'Écosse, prince héritier du royaume d'Écosse.
- 12 février : Onfroy de Montfort, seigneur de Beyrouth et seigneur de Tyr.
- 24 mars : Hugues III de Chypre, né Hugues de Poitiers, roi de Chypre et de Jérusalem.
- avril : Adélaïde de Hollande, régente de Hollande.
- 4 avril : Alphonse X de Castille, roi de Castille et León.
- 20 avril : Hōjō Tokimune, huitième shikken (régent officiel mais dirigeant de facto du Japon) du shogunat de Kamakura.
- 30 juillet : Sturla Thórðarson, historien et écrivain islandais.
- 10 août : Ahmad Teküder, troisième ilkhan de Perse.
- 19 août : Alphonse d'Angleterre, comte de Chester, héritier du trône d'Angleterre.
- 30 août : Ichijō Sanetsune, noble de cour japonais (kugyō de l'époque de Kamakura, fondateur de la famille Ichijō.
- avant le 10 novembre : Siger de Brabant, philosophe médiéval, condamné par les autorités religieuses pour ses thèses averroïstes.
- 18 novembre : Hōjō Tokikuni, membre du clan Hōjō, est le quatrième minamikata rokuhara Tandai (sécurité intérieure de Kyoto).

- Marie de Coucy, noble française et reine d'Écosse.
- Gilbert de Tournai, moine franciscain français.
- Kay Khusraw III, ou Ghiyâth ad-Dunyâ wa ad-Dîn as-Sultân al-'A`zim Kay Khusraw ben Qilij Arslân, ou Gıyaseddin Keyhüsrev, sultan seldjoukide de Rum.
- Magnus Magnusson, comte des Orcades de la moitié du Caithness.
- Raimond Martin, dominicain catalan et disputateur religieux.

date incertaine (vers 1284)
- Pierre-Roger de Mirepoix, seigneur de Mirepoix dans l'Ariège, vassal pour ses terres du Comté de Foix.

## Crédit d'auteurs
- Cet article est partiellement ou en totalité issu de l'article intitulé « 1284 » (voir la liste des auteurs).